# Dictya adjuncta
Dictya adjuncta är en tvåvingeart som beskrevs av Valley 1977. Dictya adjuncta ingår i släktet Dictya och familjen kärrflugor.
Artens utbredningsområde är Florida. Inga underarter finns listade i Catalogue of Life.